# Goldach
Goldach (toponimo tedesco) è un comune svizzero di 9 709 abitanti del Canton San Gallo, nel distretto di Rorschach.

## Geografia fisica
Il territorio di Goldach si estende lungo la sponda sudorientale del lago di Costanza.

## Storia
Il comune politico di Goldach è stato istituito nel 1803.

## Monumenti e luoghi d'interesse
- Chiesa parrocchiale cattolica di San Maurizio, eretta nel 1670 in luogo di una precedente chiesa risalente al X secolo[3];
- Möttelischloss (già castello di Sulzberg), attestato dal 1399[3].

## Società

### Evoluzione demografica
L'evoluzione demografica è riportata nella seguente tabella:
Abitanti censiti

## Economia
L'economia locale si basa prevalentemente sull'industria.

## Infrastrutture e trasporti
Goldach è attraversato dalle strade principali 7 e 13 ed è servito dall'omonima stazione sulla ferrovia Rorschach-San Gallo (linee S2, S3, S4 della rete celere di San Gallo).